# Ostra (Italië)
Ostra is een gemeente in de Italiaanse provincie Ancona (regio Marche) en telt 6217 inwoners (31-12-2004). De oppervlakte bedraagt 46,6 km², de bevolkingsdichtheid is 133 inwoners per km².
De volgende frazioni maken deel uit van de gemeente: Casine, Pianello, Vaccarile.

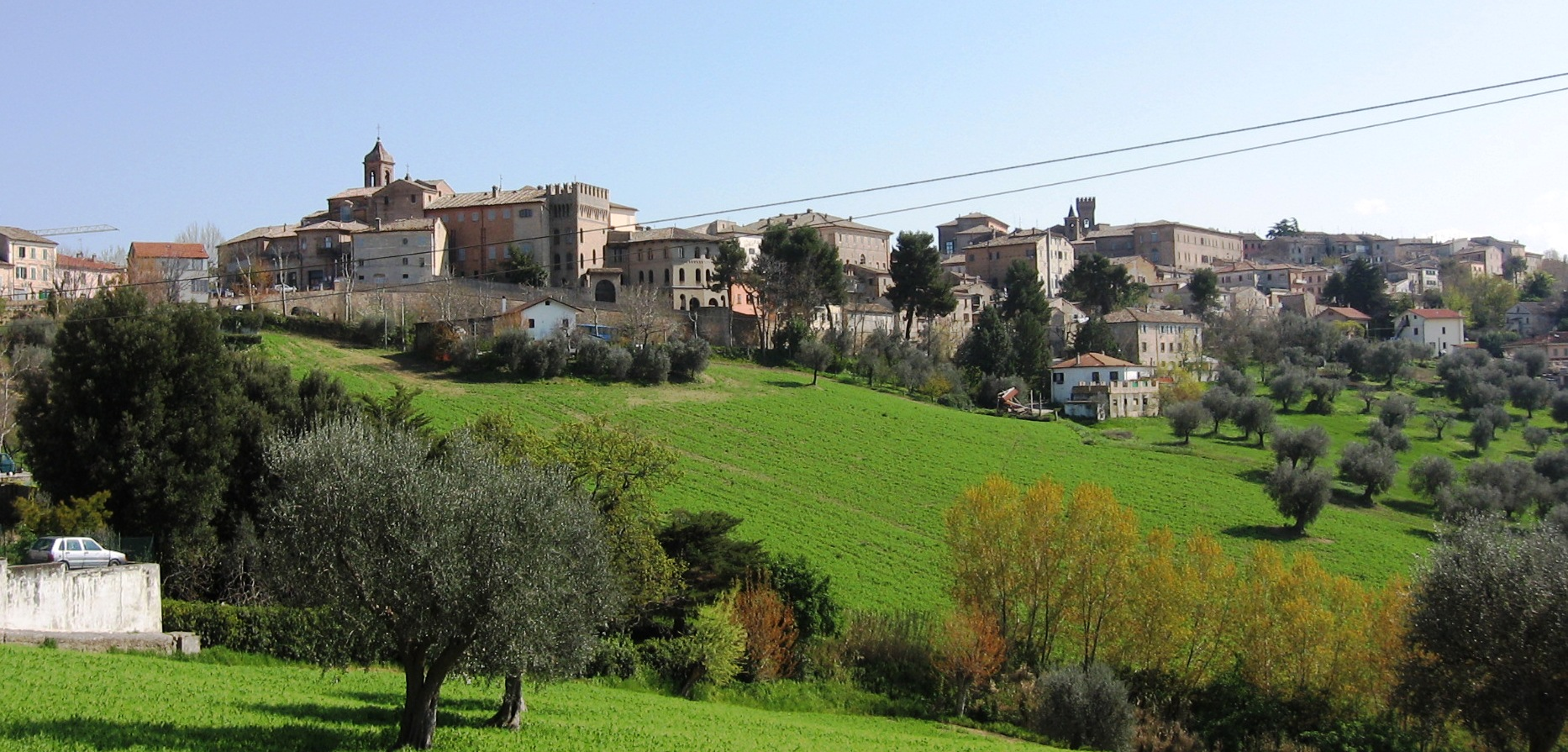
Ostra
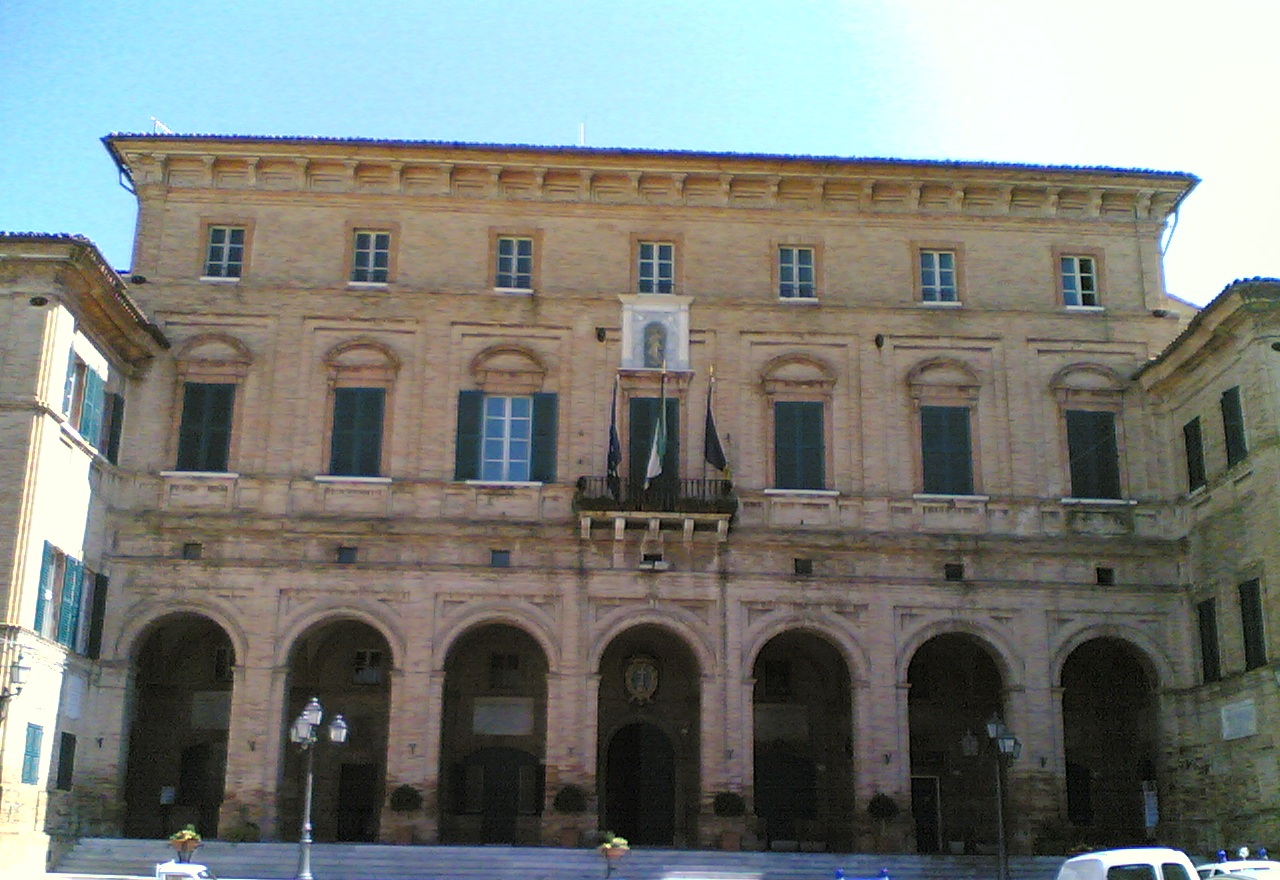
Gemeentehuis
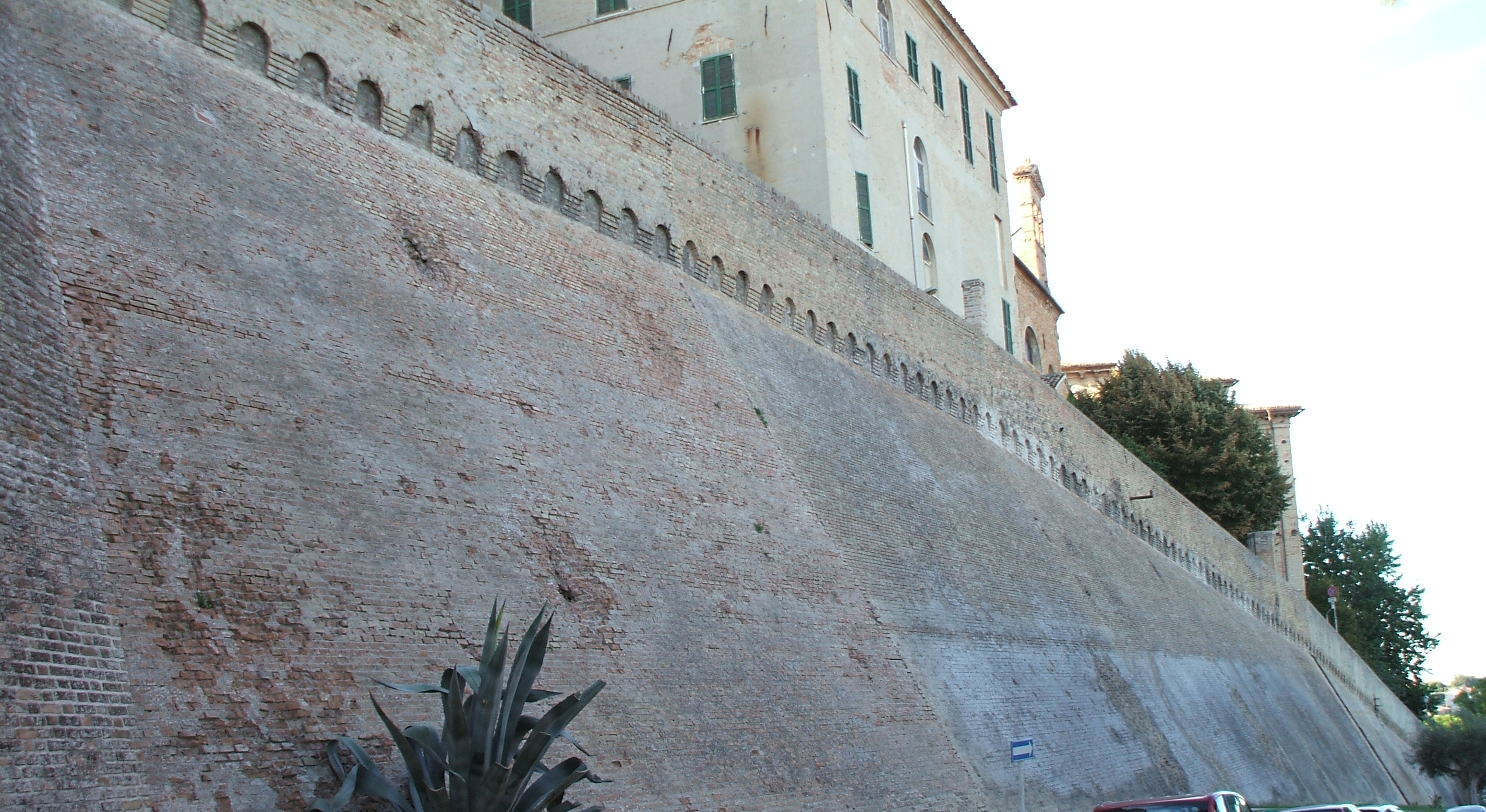
Stadsmuur
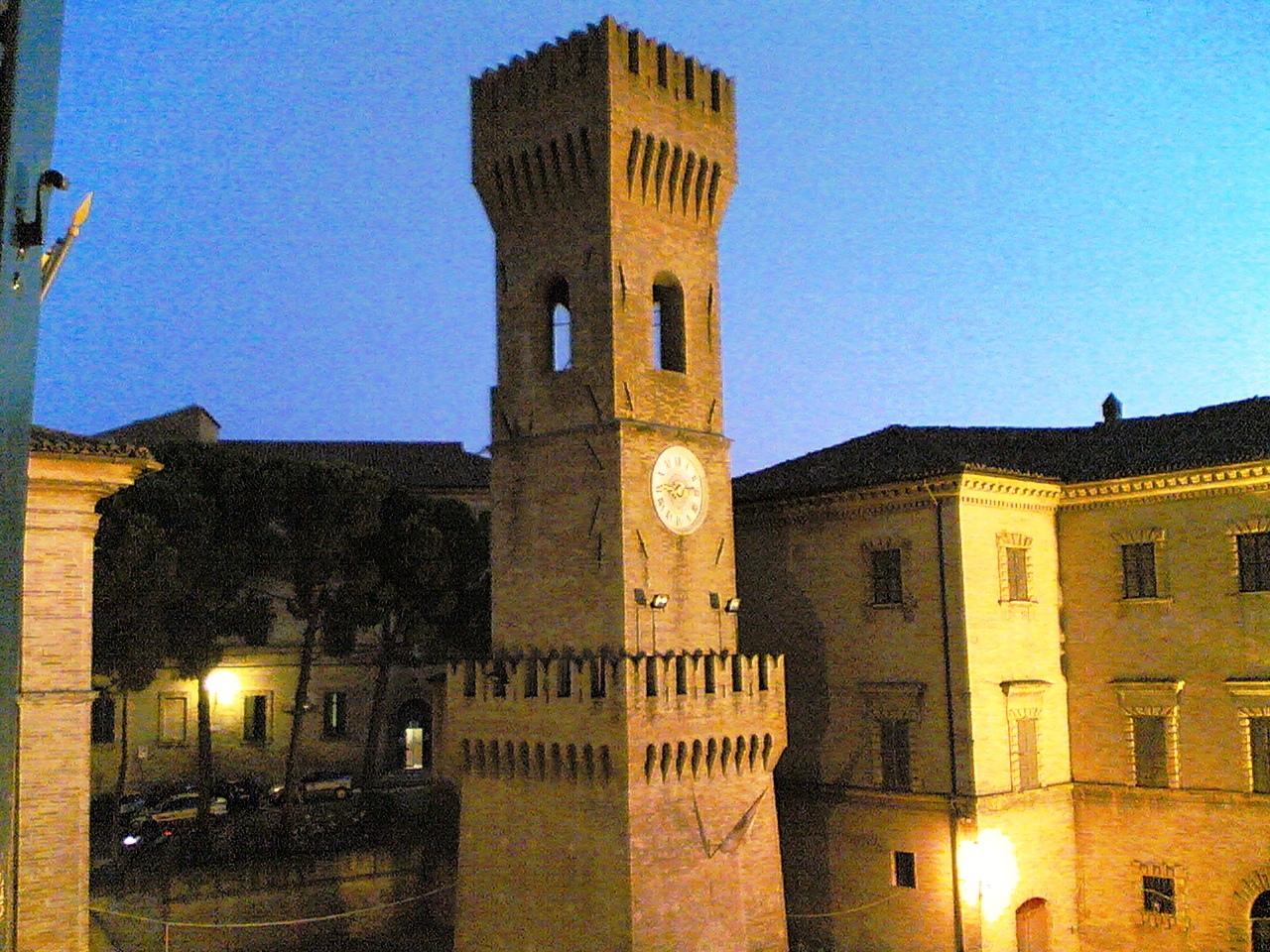
Toren van Ostra
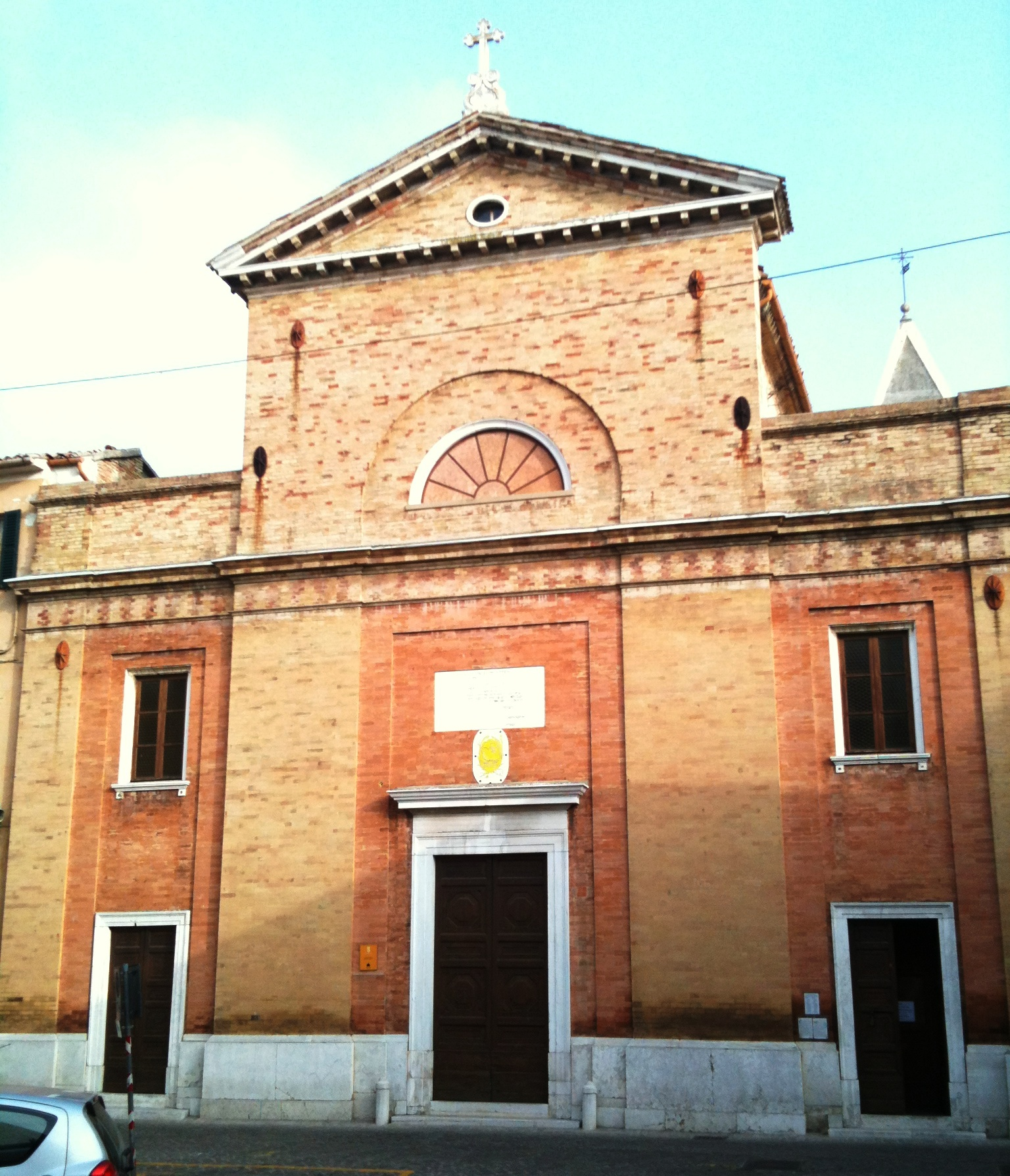
Basiliek Santa Croce

## Demografie
Ostra telt ongeveer 2284 huishoudens. Het aantal inwoners steeg in de periode 1991-2001 met 3,1% volgens cijfers uit de tienjaarlijkse volkstellingen van ISTAT.
| Jaar | Inwoneraantal |
| ---- | ------------- |
| 1991 | 5847          |
| 2001 | 6028          |

## Geografie
De gemeente ligt op ongeveer 192 m boven zeeniveau.
Ostra grenst aan de volgende gemeenten: Belvedere Ostrense, Corinaldo, Montecarotto, Ostra Vetere, Ripe.